# 聖馬克區 (海地)
聖馬克區，是海地的區，位於該國西部，由阿蒂博尼特省負責管轄，面積1,056.9平方公里，海拔高度1,057米，2015年人口443,007，人口密度每平方公里419.2人。